# عبد الحميد الزهراوي
عبد الحميد بن محمد شاكر بن إبراهيم الزهراوي، من زعماء النهضة السياسية أواخر العصر العثماني ومفكر وصحفي وأحد شهداء العرب في ديوان عاليه العرفي. ولد في حمص، وعمل على مقاومة السياسة الحميدية قبل إعلان الدستور العثماني فأصدر جريدة سماها المنير، كان يطبعها على الجلاتين ويوزعها سراً.
سافر إلى الأستانة فساعد في إنشاء جريدة معلومات التركية؛ فقامت السلطة الحميدية بطرده إلى دمشق، فصار يكتب إلى جريدة المقطم المصرية. لما علم به والي دمشق ناظم باشا أرسله مخفورا إلى الأستانة إلا أن أبا الهدى الصيادي توسط في أمره، فأعيد إلى مدينة حمص.
بعد صدور الدستور العثماني عام 1327 هـ / 1908 م ووقتها عاد إلى دمشق وانتخب مبعوثاً عن حماة، اشترك في تأسيس حزب الحرية والاعتدال وحزب الائتلاف المناوئين لجمعية الاتحاد والترقي التركية، وأصدر جريدة الحضارة الأسبوعية. وعند نشوب الحرب العالمية الأولى قبض عليه من قبل السلطات العثمانية، وحكم عليه في «ديوان عالية العرفي» بالموت. نفذ به الحكم شنقاً في دمشق في 6 أيار 1916.
كان من رجال العلم بالدين والسياسة، وله رسالة «الفقه والتصوف»، وكتاب «خديجة أم المؤمنين». أعدم عام 1334 هـ - 1916.

## راجع أيضاً
- شهداء السادس من أيار